# Park Narodowy El Tuparro
Park Narodowy El Tuparro (hiszp. Parque nacional natural El Tuparro) – park narodowy we wschodniej części Kolumbii położony w departamencie Vichada. Został utworzony 8 maja 1980 roku i zajmuje obszar 5573,31 km². Od 1979 roku teren parku stanowi rezerwat biosfery UNESCO o nazwie „El Tuparro”. W 2008 roku park został zakwalifikowany przez BirdLife International jako ostoja ptaków IBA.

## Opis
Park obejmuje fragment tropikalnej równiny (Los llanos) na północnym wschodzie Kolumbii, w dorzeczu Orinoko, na wysokościach od 100 do 330 m n.p.m. Jest ograniczony rzeką Orinoko od wschodu (granica z Wenezuelą), rzeką Tomo od północy oraz Tuparro i Tuparrito od południa. Około 85% powierzchni parku pokrywa sawanna trawiasta. Wzdłuż rzek i strumieni występują lasy galeriowe i lasy łęgowe. Jedną z głównych atrakcji parku są bystrza na rzece Orinoko – Raudal de Maypures, które w 1800 roku Alexander von Humboldt nazwał „ósmym cudem świata”.
Średnia roczna temperatura w parku wynosi +27 °C.

## Flora
W lasach łęgowych i galeriowych rośnie głównie Couma macrocarpa, Jessenia bataua, Mauritia flexuosa, Phenakospermum guyannense, Miconia aplostachya, Malouetia virescens, helikonia papuzia, Himatanthus articulatus, Sclerolobium odoratissimum, Enterolobium schomburgkii, Machaerium inundatum, Campsiandra comosa, jatoba, Ocotea cymbarum oraz gatunki z rodzajów Kalatea i Ischnosiphon.
Na sawannie dominują rośliny z rodzajów prosowiec, ostnica i Mesosetum.

## Fauna
W parku odnotowano 74 gatunki ssaków, ponad 312 gatunków ptaków, 17 gatunków gadów i 229 gatunków ryb.
Ssaki tu występujące to narażone na wyginięcie (VU) tapir amerykański i pekari białobrody, a także m.in.: jaguar amerykański, puma płowa, ocelot wielki, jaguarundi amerykański, majkong krabożerny, pekariowiec obrożny, paka nizinna, dydelf gujański, kapibara wielka, aguti czarny, mulak białoogonowy, mazama ruda, mazama szara oraz 5 gatunków naczelnych: kapucynka czubata, kapucynka białoczelna, wyjec rudy, titi czarny i narażona na wyginięcie (VU) ponocnica nizinna.
Ptaki żyjące w parku to m.in.: grzywoszyjka amazońska i dzięciolnik skromny.
Z płazów i gadów występuje tu krytycznie zagrożony wyginięciem (CR) krokodyl orinokański, narażone na wyginięcie (VU) Peltocephalus dumerilianus i Podocnemis unifilis, a także m.in.: arrau, Podocnemis vogli i żabuti czarny.